# Madina Biktagirova
Madina Biktagirova (née le 20 septembre 1964) est une athlète russe spécialiste du marathon et des courses de fond. Elle représenta la Biélorussie et la Russie en compétition.

## Biographie
En 1993, elle termine cinquième du Marathon des championnats du monde de Stuttgart en 2 h 34 min 36 s.

## Palmarès
| Date                        | Compétition             | Lieu                | Résultat            | Épreuve             | Temps               |
| Représentant la CEI         | Représentant la CEI     | Représentant la CEI | Représentant la CEI | Représentant la CEI | Représentant la CEI |
| --------------------------- | ----------------------- | ------------------- | ------------------- | ------------------- | ------------------- |
| 1992                        | Marathon de Los Angeles | Los Angeles         | 1re                 | Marathon            | 2 h 26 min 23       |
| Représentant la Biélorussie |                         |                     |                     |                     |                     |
| 1993                        | Championnats du monde   | Stuttgart           | 5e                  | Marathon            | 2 h 34 min 36       |
| Représentant la Russie      |                         |                     |                     |                     |                     |
| 1998                        | Championnats d'Europe   | Budapest            | 2e                  | Marathon            | 2 h 28 min 01       |
| 2003                        | Marathon de Nagano      | Nagano              | 1re                 | Marathon            | 2 h 28 min 23       |
| 2003                        | Marathon de Chicago     | Chicago             | 8e                  | Marathon            | 2 h 28 min 33       |
| 2005                        | Marathon de Boston      | Boston              | 5e                  | Marathon            | 2 h 32 min 41       |
| 2006                        | Marathon de Boston      | Boston              | 8e                  | Marathon            | 2 h 30 min 06       |

## Records
| Épreuve  | Performance   | Lieu        | Date |
| -------- | ------------- | ----------- | ---- |
| Marathon | 2 h 26 min 23 | Los Angeles | 1992 |